# ウィリアムズ・FW23
ウィリアムズ・FW23 (Williams FW23) は、ウィリアムズが2001年のF1世界選手権参戦用に開発したフォーミュラ1カー。設計統括者はパトリック・ヘッド。

## 概要

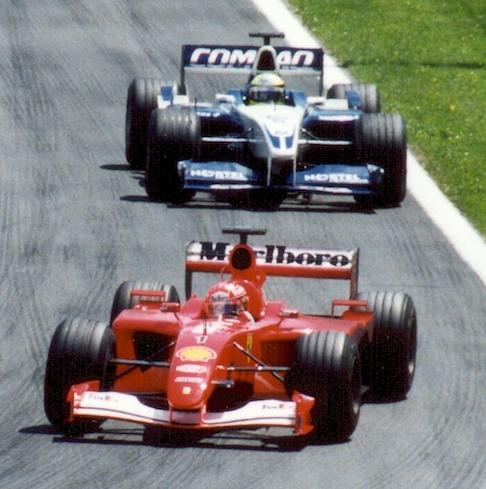
2001年カナダGPにて兄ミハエルとのバトルを制して優勝したラルフ・シューマッハ（後方）

チーム加入3年目となるラルフ・シューマッハと、フォーミュラ3000およびCARTのチャンピオンであり、F1デビューとなるファン・パブロ・モントーヤがドライブした。

## 2001年シーズン
2001年はウィリアムズとBMWのジョイント2シーズン目であった。2000年にいくつかの好結果を挙げたことから、今シーズンはそれ以上の成績が見込まれた。
第4戦サンマリノGPでシューマッハがF1初優勝を達成。チームにとっては1997年ルクセンブルクグランプリ、また、BMWエンジンにとっては1986年メキシコグランプリ、ミシュランタイヤにとっては1984年ポルトガルグランプリ以来となる勝利だった。シューマッハはさらに2勝を挙げ、モントーヤも第15戦イタリアGPでF1初優勝を果たした。最終的にはチームは80ポイントを獲得。コンストラクターズ3位となった。
強力なエンジンとよく設計されたシャシー、高温下での能力を発揮できるミシュランタイヤ、そして高い戦闘力を示した2名のドライバーにより、チームはフェラーリ、マクラーレンに次ぐトップコンテンダーに返り咲いた。マシンの戦闘力という点では第3勢力に返り咲いたものの、いくつかの理由でタイトル争いに挑めるチャンスを逃した。まず一つ目は、BMWエンジンはライバルと比較すると信頼性に欠け、完走率は50%以下という結果であり、フェラーリが全戦、マクラーレンが2度のダブルリタイア以外で表彰台を含む入賞を1台が常に記録したのに比べるとこの結果は致命的であった。二つ目は、シャシーがモナコ市街地コースやハンガロリンクといったハイダウンフォースが必要とされるコースで不利になるなど、コースごとの得手不得手が激しかったこと。三つ目は2人のドライバーがいくつかのミスを犯し、ポイントを伸ばせなかったことである。特にモントーヤはF1挑戦初年度であり、そのミスも目立った。

## F1における全成績
(key) （太字はポールポジション）
| 年     | チーム       | エンジン | タイヤ | ドライバー   | 1   | 2   | 3   | 4   | 5   | 6   | 7   | 8   | 9   | 10  | 11  | 12  | 13  | 14  | 15  | 16  | 17  | ポイント | ランキング |
| 年     | チーム       | エンジン | タイヤ | ドライバー   | AUS | MAL | BRA | SMR | ESP | AUT | MON | CAN | EUR | FRA | GBR | GER | HUN | BEL | ITA | USA | JPN | ポイント | ランキング |
| ------ | ------------ | -------- | ------ | ------------ | --- | --- | --- | --- | --- | --- | --- | --- | --- | --- | --- | --- | --- | --- | --- | --- | --- | -------- | ---------- |
| 2001年 | ウィリアムズ | BMW V10  | M      | シューマッハ | Ret | 5   | Ret | 1   | Ret | Ret | Ret | 1   | 4   | 2   | Ret | 1   | 4   | 7   | 3   | Ret | 6   | 80       | 3rd        |
| 2001年 | ウィリアムズ | BMW V10  | M      | モントーヤ   | Ret | Ret | Ret | Ret | 2   | Ret | Ret | Ret | 2   | Ret | 4   | Ret | 8   | Ret | 1   | Ret | 2   | 80       | 3rd        |

## 参照
- Henry, Alan (ed.) (2001). AUTOCOURSE 2001-2002. Hazleton Publishing Ltd.. pp. 66-68. ISBN 1-903135-06-0